# Heliks
Heliks je komercijalna Linuks distribucija bazirana na Ubuntuu odnosno Debianu namijenjena radu u oblasti IT sigurnosti, prvenstveno za digitalnu forenziku. Koristi GNOME interfejs i posjeduje mnoštvo forenzičkih alata.
Aktuelna verzija Helix 3 dostupna je u tri varijante i to: Helix 3 Pro, Helix 3 Live Response i Helix 3 Enterprise. Helix 3 Pro je najnoviji član Helix 3 porodice proizvoda, pokreće se sa LiveCD-a i služi za klasičnu forenzičku istragu i analizu. Helix 3 Live Response namijenjen je prikupljanju podataka koji se nalaze u memoriji i pokreće se sa USB drajva. Helix 3 Enterprise namijenjen je mrežnom okruženju gdje je potrebno preventivno djelovati, ali i vršiti analizu rizičnih ponašanja, kršenja pravila i hakerskih napada. 
Prethodna verzija Heliks distribucije bila je besplatna što je uticalo na široku rasprostranjenost ove distribucije.

## Vidij još
- Digitalna forenzika

## Spoljašnje veze
- e-fense